# Wesley Sneijder
Wesley Sneijder (pronunciado /ˈʋɛsli ˈsnɛidər/ⓘ; Utrecht, 9 de junio de 1984) es un exfutbolista neerlandés que se desempeñaba como centrocampista, preferiblemente como mediapunta o mediocentro.
Se formó en las filas del DOS, actual F. C. Utrecht, de su ciudad natal y pronto pasó a formar parte de las divisiones inferiores del Ajax Ámsterdam, debutando en la Eredivisie durante la temporada 2002/03 junto a su compañero de selección y luego en otros clubes, Klaas-Jan Huntelaar. A mediados de 2007 fue fichado por el Real Madrid C. F. de la Primera División de España por 27 millones de euros. Rápidamente se convirtió en una de las figuras del «equipo merengue», anotando 11 goles en 52 partidos. Sin embargo, con la llegada de Cristiano Ronaldo y Kaká al Real Madrid, fue traspasado en 2009 al Inter de Milán por 16 millones de euros. Con el Inter se adjudicó en 2010 el Scudetto, la Copa de Italia y la Liga de Campeones de la UEFA. El 20 de enero de 2013 fue traspasado al Galatasaray por el monto de 8 millones de euros.
Con la selección de fútbol de los Países Bajos debutó en un partido amistoso ante Portugal el 30 de abril de 2003. Con ésta ha disputado la Copa Mundial de 2006 celebrada en Alemania, las Eurocopas de 2004 y 2008 celebradas en Portugal y Austria y Suiza respectivamente, la Copa Mundial de 2010, en la que fue subcampeón, y en la Copa Mundial de 2014, donde logró el tercer puesto. Desde su primera aparición ha participado en más de 100 partidos internacionales con la «naranja mecánica» y ha marcado 30 goles.

## Trayectoria

### Ajax

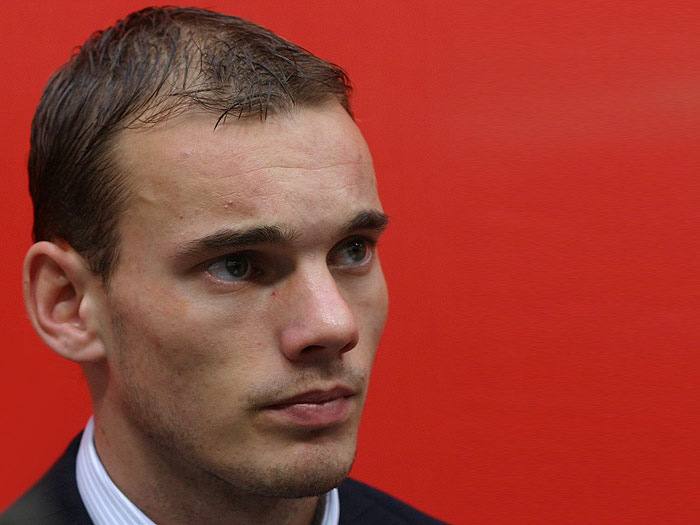
Sneijder en una entrevista tras un partido con el Ajax Ámsterdam.

Comenzó su carrera deportiva en el filial del DOS, hoy en día FC Utrecht, equipo de su ciudad natal que llegó a ganar una Eredivisie en 1958. Con siete años, fue invitado a realizar unas pruebas en el Ajax de Ámsterdam junto a su hermano Jeffrey y rápidamente comenzó a despuntar en el club. En el segundo equipo del Ajax estuvo a las órdenes del exjugador Danny Blind, quien recomendó a Ronald Koeman que le llevará al primer equipo.
Debutó en la máxima categoría del fútbol neerlandés con el Ajax el 2 de febrero de 2003, en un partido frente al Willem II donde el Ajax venció por 0-6. Su debut en el Ámsterdam ArenA se produjo ante el Feyenoord Róterdam. Además, en esa misma temporada 2002/03, disputó su primer partido en la Liga de Campeones de la UEFA ante el Arsenal FC, que finalizó con empate a cero entrando en la recta final del partido en sustitución del sudafricano Steven Pienaar. El Ajax cayó en cuartos de final ante el AC Milán en el último minuto, en una buena actuación del equipo ajaccied, que contaba con un equipo de jóvenes futbolistas como Rafael van der Vaart, Christian Chivu, Zlatan Ibrahimović o Andy van der Meyde. Su primer tanto con el Ajax llegó el 13 de abril de 2003, en un partido disputado ante el NAC Breda y finalizó con 4 goles en 17 encuentros. El equipo terminó en segundo lugar en la liga con un punto menos que el PSV Eindhoven. En la Copa alcanzaron las semifinales, pero fueron eliminados por el Feyenoord.

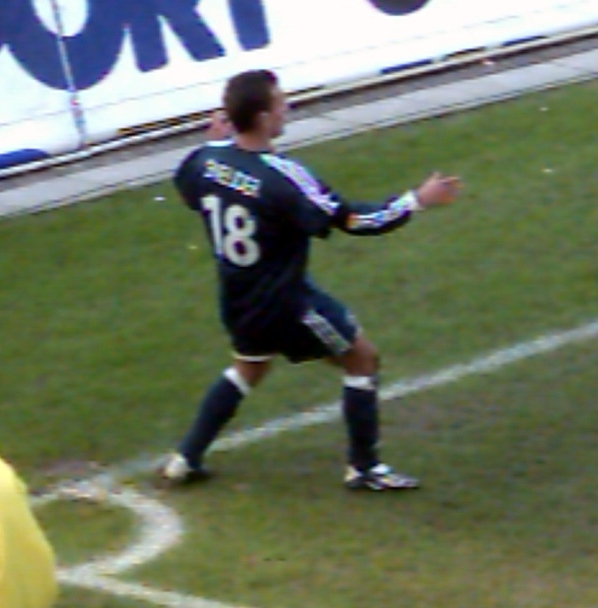
Sneijder en un partido con el Ajax.

En la siguiente temporada, ganó la que es hasta ahora su única liga neerlandesa. En aquella campaña, jugó un papel más relevante en el equipo, disputando un total de 30 partidos y anotando 9 goles. Fueron eliminados, sin embargo, en la cuarta ronda de la Copa ante el NAC Breda. En la Liga de Campeones alcanzaron la fase de grupos tras derrotar al Grazer AK, pero fueron eliminados tras quedar últimos tras el AC Milán, el Celta de Vigo y el Club Brujas. Disputó 7 encuentros y anotó su primer gol en competiciones europeas. El 8 de agosto de 2004 disputó la Supercopa de los Países Bajos y perdieron ante el FC Utrecht por 4 goles a 2, a pesar de un gol suyo que volvió a adelantar a su equipo en el minuto 80. En la temporada 2004/05 disputó 30 encuentros en los que anotó 7 goles, pero fueron segundos a 10 puntos del PSV Eindhoven. En la Copa llegaron hasta las semifinales, pero fueron eliminados ante el Willem II. En la Liga de Campeones disputaron la fase de grupos ante el Juventus FC, el F. C. Bayern Múnich y el Maccabi Tel Aviv FC, siendo terceros, por lo que disputaron la Copa de la UEFA, en la que fueron eliminados en dieciseisavos de final por el AJ Auxerre. Disputó 7 encuentros, pero no anotó ningún gol.
En agosto no pudo disputar el encuentro de la Supercopa junto a sus compañeros que, sin embargo, ganaron el título ante el PSV Eindhoven. En la temporada 2005/06 fueron cuartos en la liga a 24 puntos del líder, el PSV Eindhoven. Anotó 5 goles y sólo pudo disputar 19 encuentros. A pesar de la mala posición en la liga disputaron un playoff de acceso a la Liga de Campeones del siguiente año y se adjudicó la plaza ante el AZ Alkmaar, el Feyenoord Róterdam y el FC Groningen. En la Copa consiguieron llegar a la final, y gracias a dos goles de Klaas-Jan Huntelaar obtuvieron el título, 4 años después. Wesley anotó en 2 ocasiones, en los 3 partidos que disputó. En la Liga de Campeones llegaron a la fase de grupos tras eliminar al Brøndby IF y fueron segundos tras el Arsenal FC, sin embargo fueron derrotados por el Inter de Milán en los octavos de final por un global de 3 a 2. Disputó 7 encuentros y anotó 4 goles.
El 13 de agosto de 2006 ganó la Supercopa después de batir al PSV Eindhoven en el Ámsterdam ArenA, por 3 goles a 1, anotando además el tercero en el minuto 81. Mención especial mereció la temporada 2006/07, su última como ajaccied, donde el joven mediocentro firmó su mejor campaña, anotando 18 goles. En esa misma temporada logró su segunda Copa ante el AZ Alkmaar en la tanda de penaltis. En la Liga de Campeones sufrieron una gran decepción al ser derrotados en la ronda previa ante el FC Copenhague, por lo que tuvieron que disputar la Copa de la UEFA. En la primera ronda derrotaron al IK Start y en la fase de grupos fueron segundos tras el RCD Español. Disputó un total de 9 partidos en las competiciones europeas y anotó un gol, sin embargo, en los dieciseisavos de final fueron derrotados por el Werder Bremen, por un global de 4 a 3.

### Real Madrid
En agosto de 2007, tras firmar la ampliación de su contrato con el Ajax Ámsterdam, fue dado a conocer su traspaso al Real Madrid CF de la Primera División de España, club que pagó unos 27 millones de euros por los servicios del internacional neerlandés, firmándolo por cinco temporadas, esto lo convirtió en el segundo traspaso más caro de la liga de los Países Bajos; fue el primero de los tres neerlandeses que el Real Madrid fichó para la temporada 2007/08, el siguiente fue Royston Drenthe, proveniente del Feyenoord Róterdam, con el que fue presentado oficialmente el 13 de agosto en el estadio Santiago Bernabéu. El club le dio el dorsal 23, número que por cuatro temporadas completas había llevado el también mediocampista inglés David Beckham que se había marchado recientemente al Los Ángeles Galaxy de la Major League Soccer.

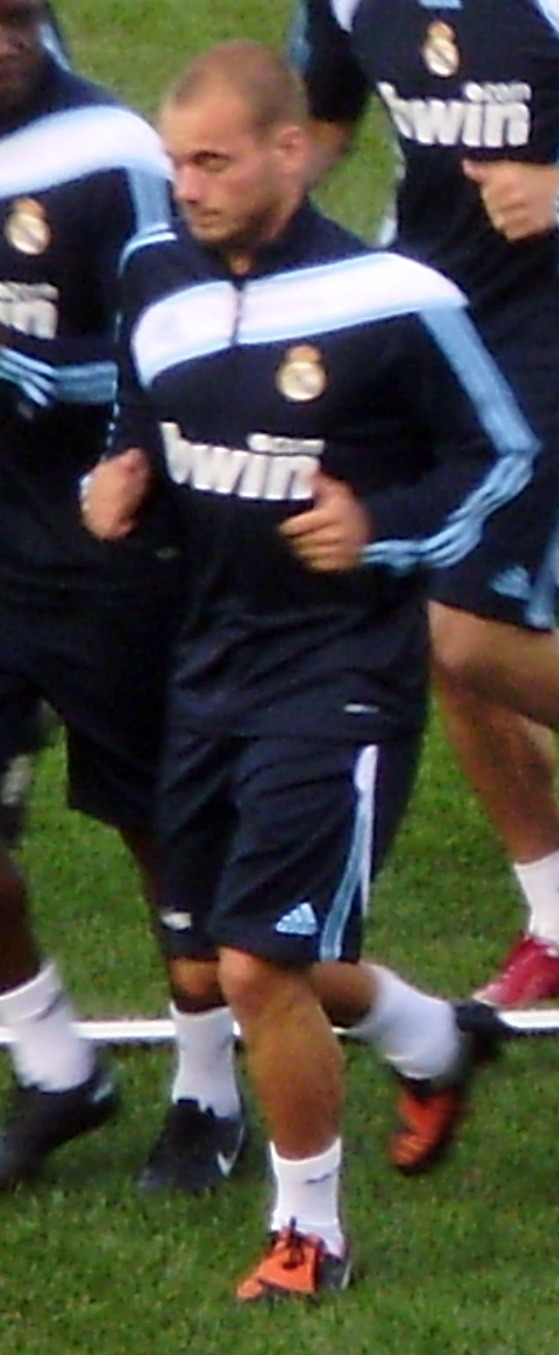
Sneijder en un entrenamiento con el Real Madrid

Disputó su primer partido oficial con el Real Madrid el 19 de agosto en el partido de vuelta de la Supercopa de España ante el Sevilla F. C. en el Santiago Bernabéu, donde el equipo visitante ganó por 3-5, adjudicándose el torneo. Su debut en la Primera división española se produjo el 27 de agosto en la primera fecha de la temporada, ante el Atlético de Madrid. Vencieron en el Santiago Bernabéu al Atlético por 2-1, el gol de la victoria lo marcó el propio neerlandés en el minuto 79. Durante los primeros partidos de la temporada fue titular y fue una de las piezas claves en las victorias del Madrid, destacando principalmente el partido que jugó ante el Villarreal CF, correspondiente a la segunda jornada, en el que el Real Madrid se impuso por 0-5; en el citado encuentro colaboró con dos goles. En su primer año igualó su segundo mejor registro con el Ajax (nueve goles en treinta partidos), ayudando al Madrid a adjudicarse su trigésimo primer título de liga, segundo consecutivo del equipo madrileño por delante del Villarreal CF, al que sacó 8 puntos. En la Liga de Campeones disputó cinco encuentros, pero fueron eliminados en los octavos de final ante el AS Roma. En la Copa del Rey disputó dos partidos, pero fueron eliminados en octavos de final ante el RCD Mallorca.
El 3 de agosto de 2008 sufrió una grave lesión en la rodilla izquierda tras recibir una dura entrada del jugador del mediocampista francés Abou Diaby durante la derrota del Real por 1-0 frente al equipo inglés Arsenal F. C. en un partido correspondiente a la Copa Emirates En un principio se pensó que el internacional neerlandés se había lesionado el ligamento cruzado, por lo que debía perderse cerca de media temporada, pero los estudios que le realizaron posteriormente descartaron esa posibilidad, sólo se lesionó el ligamento lateral interno, por lo que sólo estaría fuera de los campos de juego alrededor de tres meses. Entre los partidos que se perdió estuvieron los de la Supercopa de España 2008, en los cuales su equipo se adjudicó el título ante el Valencia CF. En la temporada 2008/09 disputó 22 partidos, siendo titular en 18 de ellos, aunque sólo pudo anotar en dos ocasiones y su equipo fue segundo a 9 puntos del FC Barcelona. En la Copa del Rey disputó un partido y fueron eliminados en los dieciseisavos de final por el Real Unión de Irún. En la Liga de Campeones disputó cuatro encuentros, y fueron eliminados claramente por un global de 5 goles a 0 ante el Liverpool FC.
Pese a la llegada de figuras internacionales como Cristiano Ronaldo o Kaká al Real Madrid en 2009, el futuro de Sneijder en el equipo no peligraba, especialmente después de que el técnico del club, Manuel Pellegrini, confirmase que contaba con el neerlandés. Sin embargo, tras el importante desembolso realizado en fichajes, a finales de agosto comenzaron los rumores sobre un eventual traspaso para amortizar la inversión, al igual que ocurrió con sus compatriotas Rafael van der Vaart y Arjen Robben. Reiteró en varias ocasiones su intención de permanecer en el Real Madrid pero la directiva del club decidió traspasarlo. El 27 de agosto de 2009 confirmó en su página web que aceptó ser traspasado al Inter de Milán por 16 millones de euros, firmando un contrato por cuatro años y recibiendo un salario neto de cuatro millones de euros anuales. Ese mismo día, el ya nuevo jugador neroazzurro aseguró, tras organizar una cena de despedida, que "lo que ha pasado conmigo es una cosa muy rara. El míster dice que cuenta conmigo pero hay gente en el club que no cuenta. Es algo muy fuerte lo de este equipo". El jugador neerlandés dijo que fue tratado muy mal durante los últimos días, pero "me voy con la cabeza muy alta. Estoy muy contento de jugar en el Inter".

### Inter de Milán

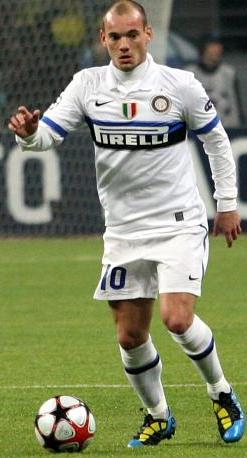
Sneijder en un partido del Inter de Milán contra el CSKA Moscú.

Al igual que en el Real, en la temporada 2009/10 lució el dorsal 10, sustituyendo a Adriano que se había marchado a Brasil. Debutó el día siguiente de firmar su contrato en el derbi contra el AC Milán y anotó su primer gol el 3 de octubre de 2009 ante el Udinese en la séptima jornada. Dos jornadas después volvió a anotar ante el Catania y después otros dos goles más ante el Siena en la jornada 19. En la Copa de Italia disputaron los octavos de final ante el AS Livorno, al que ganaron con un gol suyo. En los cuartos vencieron a la Juventus de Turín, en semifinales al AC Fiorentina y en la final del 5 de mayo al AS Roma, adjudicándose de esta forma el primer título de la temporada. En liga, y a pesar de perder el liderato en la jornada 33 se adjudicó el título en la última jornada ante el Siena.
En la Liga de Campeones disputó 4 partidos de la fase de grupos, en los que anotó un gol ante el Dinamo de Kiev. En los octavos de final ayudó en los tres goles de su equipo para pasar de ronda ante el Chelsea FC, y en los cuartos dio el pase a Diego Milito en el gol de la ida y anotó en la vuelta para ganar ante el CSKA de Moscú. En semifinales, en el partido de ida, anotó un gol contra el FC Barcelona, y habilitó a Diego Milito, para derrotar al equipo catalán por 3-1. En la vuelta perdieron por 1-0, pero accedieron a la final ante el F. C. Bayern Múnich, ante el que se enfrentaron el 22 de mayo. Disputó los 90 minutos de la final y dio un pase de gol a Milito en el minuto 35, que también marcó en el 70, adjudicándose su primer título de la Liga de Campeones y el tercero de la temporada. También se convirtió en el máximo asistente de la temporada en dicha competición y mejor centrocampista.
En el comienzo de la siguiente temporada se adjudicó la Supercopa de Italia tras ganar 3-1 a la Roma. Sin embargo, el 27 de agosto fue derrotado en la Supercopa de Europa 2010 por 2-0 ante el Club Atlético de Madrid. Anotó su primer gol de la temporada ante el FC Twente en Liga de Campeones el 14 de septiembre, y el 28 de octubre firmó una ampliación de su contrato con el Inter hasta 2015. Disputó la Copa Mundial de Clubes de la FIFA 2010 en diciembre de 2010, donde en su primer partido se lesionó a los dos minutos del primer tiempo, impidiéndole participar en la final, que su equipo ganó 3-0. Esta lesión lo apartó durante varios encuentros del equipo.
El 26 de octubre del 2010, la FIFA y los periodistas de la revista France Football dieron a conocer la lista de los 23 nominados para ganar el Balón de Oro. Sneijder era uno de los favoritos, ya que había ganado varios títulos con su equipo (Copa Italia, Serie A, Supercopa de Italia y Liga de Campeones de la UEFA). El 6 de diciembre se anunciaron los 3 finalistas del galardón: Iniesta, Xavi y Messi. Tras conocerse el ganador del premio del 2010, la revista France Football dijo que Sneijder hubiera ganado el antiguo Balón de Oro, ya que los periodistas de todo el mundo de la revista habían elegido en primer lugar a Sneijder, segundo a Iniesta y tercero a Xavi. Fue incluido en el "Once Ideal" de la FIFA del 2010. En los octavos de final de la Liga de Campeones se enfrentó al Bayern Múnich y en el partido de vuelta anotó un gol para ayudar a su equipo a pasar de ronda. En los cuartos de final se volvieron a encontrar con un equipo alemán, pero en esta ocasión perdieron claramente por 7-3 en el conjunto de ambos encuentros. Durante los primeros quince partidos de la liga el entrenador del equipo fue Rafael Benítez, pero tras los resultados obtenidos en esta (séptimo clasificado) fue sustituido por Leonardo que consiguió situar al equipo en segundo lugar a 6 del AC Milán. En la Copa de Italia no disputó ningún encuentro pero su equipo ganó la competición ante el Palermo por 3 goles a 1.
En la temporada 2011-12 el equipo comenzó con Gian Piero Gasperini como entrenador, pero fue sustituido por Claudio Ranieri el 22 de septiembre, que a su vez fue reemplazado el 26 de marzo de 2012 por Andrea Stramaccioni. En la tercera jornada llegaron a estar en la 18.ª posición y finalmente terminaron la Serie A en 6.º lugar. Perdieron la Supercopa de Italia ante el Milán, fueron eliminados de la Copa en cuartos de final y de la Liga de Campeones en dieciseisavos ante el Olympique de Marsella. Sneijder se había lesionado dos meses a final del año 2011 y se perdió varios partidos más por molestias en el muslo. El comienzo de la siguiente temporada no fue bueno, disputó solo cinco partidos de Liga y tres de la Liga Europa de la UEFA. Se lesionó durante dos meses más en el muslo y comenzaron los rumores sobre un posible traspaso.

### Galatasaray

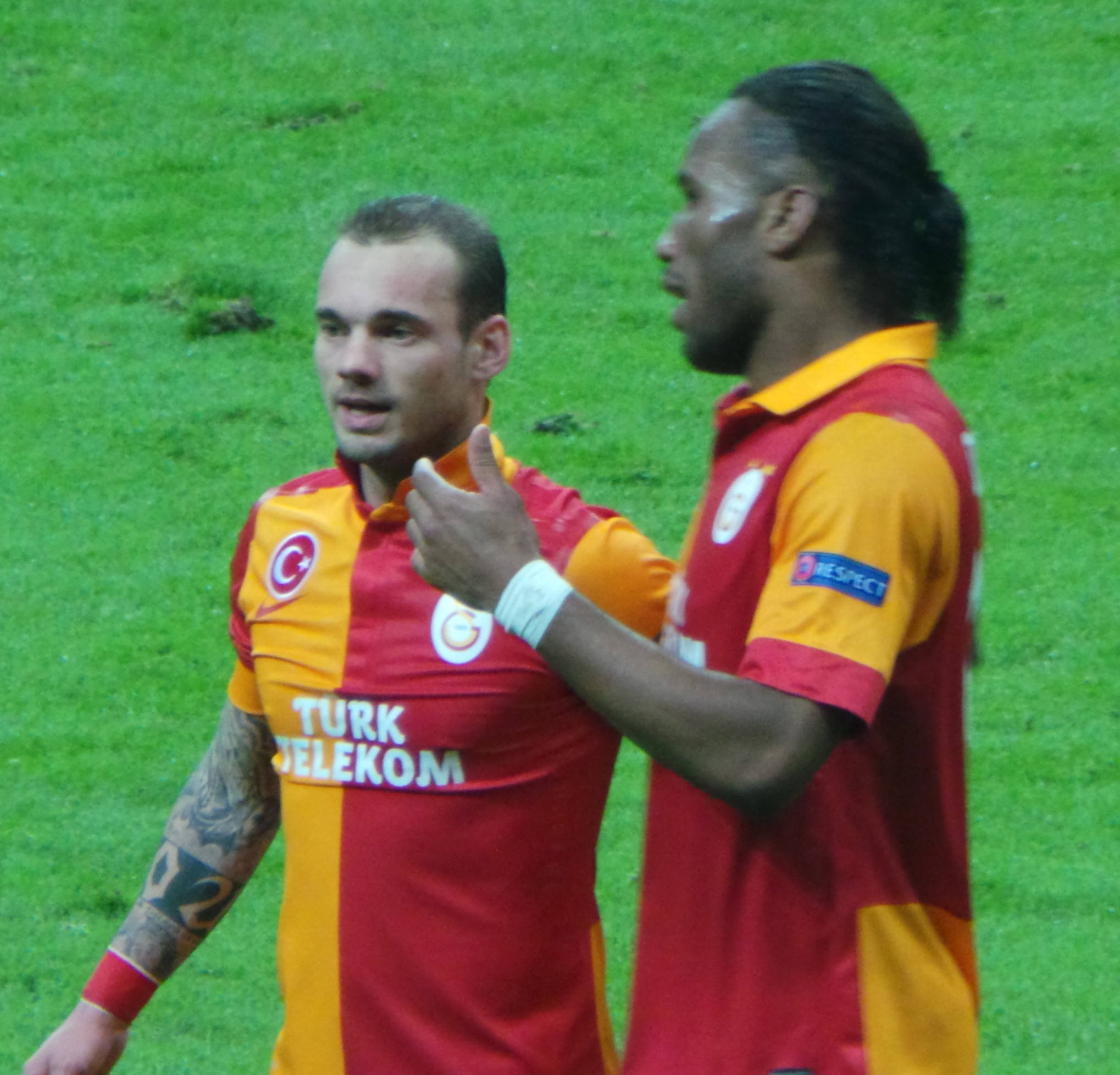
Sneijder junto a su excompañero de equipo Didier Drogba.

En enero de 2013, el Galatasaray Spor Kulübü realizó uno de los grandes fichajes del mercado invernal fichándolo por 7,5 millones de euros.

### Niza
Sneijder se unió a Olympique Gymnaste Club de Niza el 7 de agosto de 2017. Convirtió un gol en 645 minutos.

### Al-Gharafa
Se unió al Al-Gharafa Sports Club el 5 de enero de 2018.

### Retirada
El 12 de agosto de 2019, una semana después de finalizar su contrato con el Al-Gharafa SC, anunció su retirada como futbolista profesional.

## Selección nacional

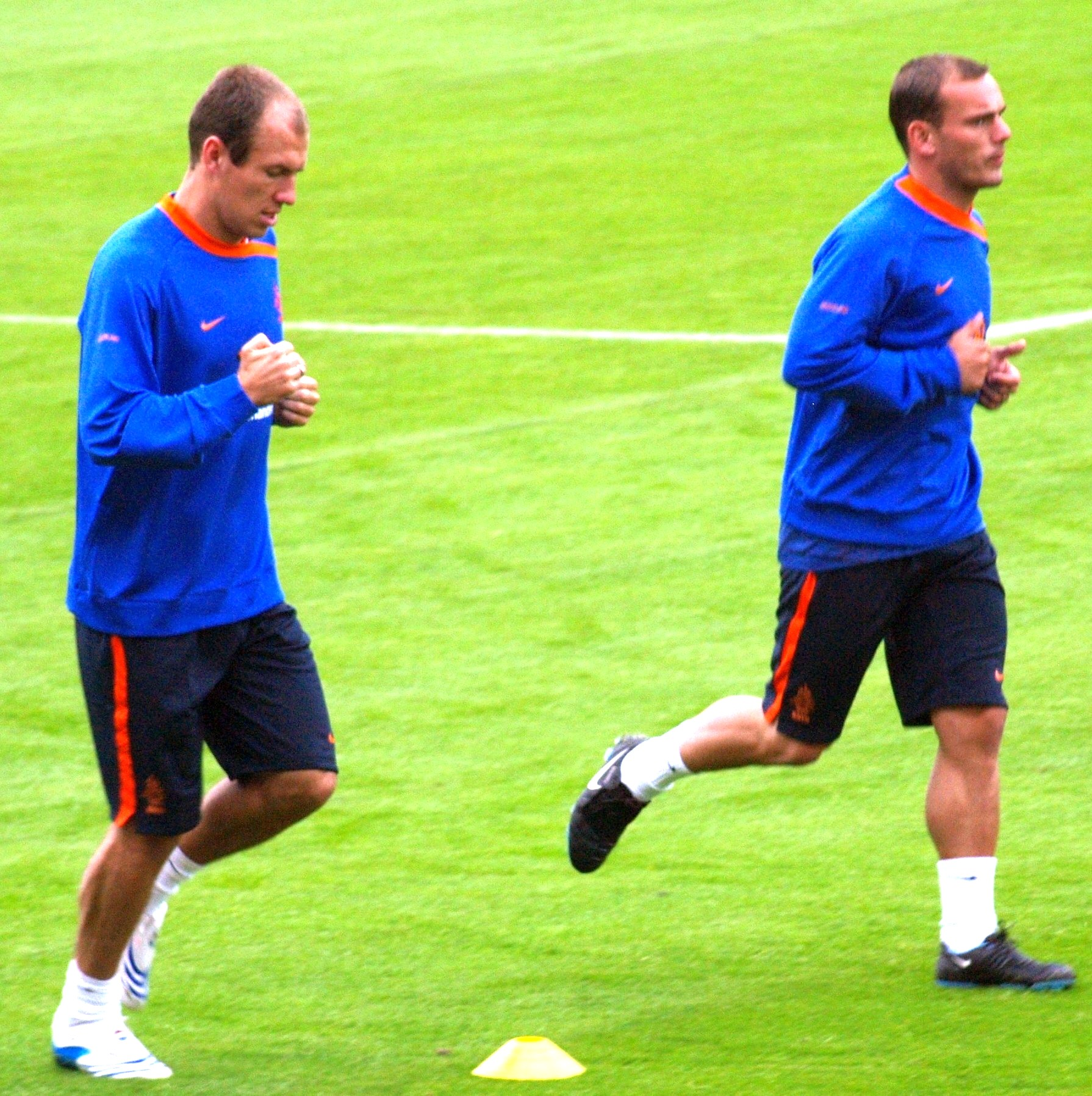
Junto a Arjen Robben en un entrenamiento con los '.

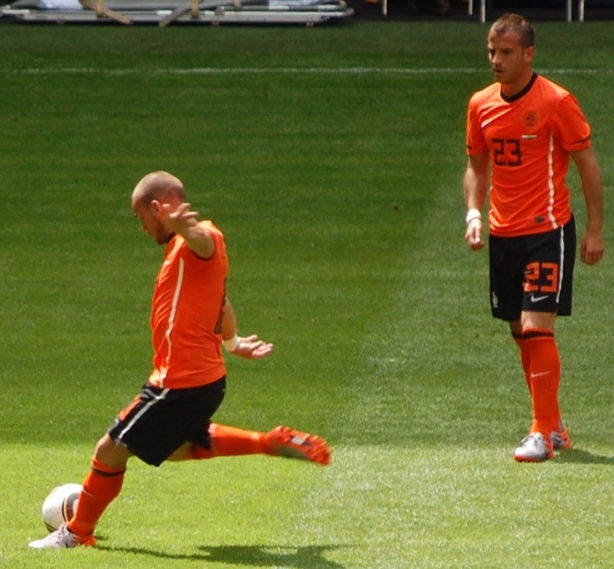
Sneijder durante un partido con su selección.

Debutó con la selección de los Países Bajos sub-21 en un encuentro contra la República Checa el 28 de marzo de 2003. Su debut con la selección absoluta se produjo en un partido amistoso ante Portugal el 30 de abril del mismo año en sustitución de Edgar Davids. Se convirtió en el octavo jugador más joven en representar a los Países Bajos.

### Eurocopa 2004
En su siguiente partido en las clasificatorias para la Eurocopa 2004 marcó su primer gol ante Moldavia, en octubre de 2003. Después se clasificaron para el playoff ante Escocia, a la que ganaron en el partido de vuelta por 6 goles a 0 con un gol suyo. En la fase final de la Eurocopa 2004, sin embargo, sólo estuvo presente en los partidos ante Alemania y Letonia y el equipo fue eliminado en semifinales ante Portugal por 2 a 1.

### Copa Mundial de 2006
Disputó 12 partidos de clasificación para la Copa Mundial, anotó dos goles y dio una asistencia. Comenzó jugando los tres partidos de la fase de grupos que su selección disputó en la Copa Mundial celebrada en Alemania y en la que fueron segundos tras Argentina. En la siguiente ronda se enfrentaron a Portugal y recibió una de las 16 tarjetas amarillas que se mostraron en el partido de octavos de final, que perdieron por 1 a 0.

### Eurocopa 2008
Disputó 10 encuentros de clasificación para la Eurocopa 2008 y anotó en dos ocasiones. Fueron segundos tras Rumanía, con 26 puntos en 12 partidos. Durante la Eurocopa 2008 fue uno de los referentes de su selección, llegando a marcar dos goles frente a Italia y Francia, pero siendo eliminados en cuartos de final por Rusia tras la prórroga. Fue nombrado dos veces mejor jugador del partido Carlsberg, ante Italia y ante Francia y fue incluido dentro del equipo ideal del torneo.

### Copa Mundial de 2010

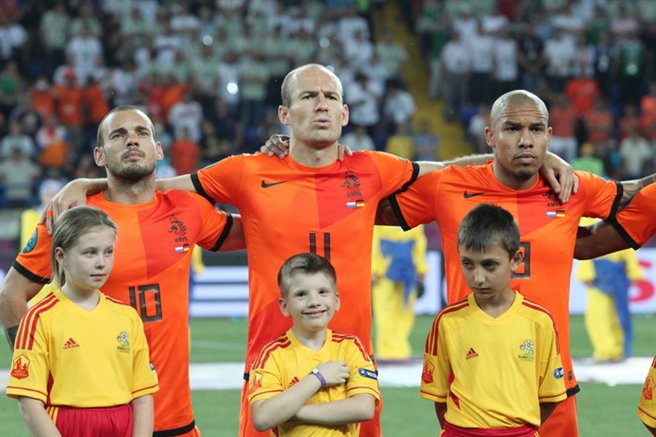
Sneijder a la izda. en la Eurocopa 2012 ante Alemania.

Fue seleccionado para representar a su selección en el Mundial de Sudáfrica 2010. En dicha competición disputó 7 partidos, todos como titular, anotando 5 goles, convirtiéndose en el máximo goleador del combinado neerlandés y uno de los máximos goleadores de la competición. Su primer gol en la competición fue el 19 de junio en el partido que enfrentaba a su selección frente a Japón, gracias a un gran disparo desde fuera del área que supuso el único gol del partido y la victoria de los neerlandeses. Su segundo gol se produjo en la victoria ante Eslovaquia por 2-1 donde anotó el segundo gol de su selección en el partido de octavos de final. Ya en cuartos de final, se vieron emparejados a la Brasil, a quienes vencieron por 2-1 donde Sneijder hizo un gran partido anotando, de cabeza, el 2-1 final. Además tras el partido, la FIFA concedió el primer gol neerlandés a Sneijder, asignado en primera instancia a Felipe Melo en propia meta. Su quinto y último gol que anotó fue el 1-2 del partido de semifinales frente a Uruguay a la que ganaron por 2-3, clasificándose para la final del torneo. El 11 de julio de 2010 disputó la final ante la España, disputó el partido completo, incluyendo los 2 tiempos de la prórroga, pero perdieron por 0-1.
Unas semanas después de consagrarse subcampeón en el Mundial, la FIFA lo insertó en una lista de 23 candidatos a ganar el Balón de Oro 2010 junto a estrellas como Messi, Xavi, Iniesta y Robben.

### Copa Mundial de 2014
El 13 de mayo de 2014, Sneijder fue incluido por el entrenador de la selección de los Países Bajos, Louis van Gaal en la lista preliminar de 30 jugadores que representarán a ese país en la Copa Mundial de Fútbol de 2014 en Brasil. Finalmente fue confirmado en la nómina definitiva de 23 jugadores el 31 de mayo.
Es el único jugador que repitió en el once ideal de los mundiales de Sudáfrica 2010 y Brasil 2014. En las siguientes competiciones de selecciones, en la Eurocopa 2016, y en la Copa Mundial de Fútbol de 2018, la selección no se clasificó para disputar la fase final. En marzo de 2018 Sneijder anunció su retirada de la selección nacional, y fue despedido en un partido amistoso donde su selección disputó ante Perú el 6 de septiembre tras 134 partidos como internacional. Recibió una camiseta hecha con trozos de las 15 que vistió con su selección.

### Participaciones en Copas del Mundo
| Mundial                   | Sede      | Resultado        | Partidos | Goles |
| ------------------------- | --------- | ---------------- | -------- | ----- |
| Mundial de Fútbol de 2006 | Alemania  | Octavos de final | 4        | 0     |
| Mundial de Fútbol de 2010 | Sudáfrica | Subcampeón       | 7        | 5     |
| Mundial de Fútbol de 2014 | Brasil    | Tercer puesto    | 6        | 1     |

### Participaciones en Eurocopas
| Eurocopa      | Sede             | Resultado        |
| ------------- | ---------------- | ---------------- |
| Eurocopa 2004 | Portugal         | Semifinal        |
| Eurocopa 2008 | Austria/ Suiza   | Cuartos de final |
| Eurocopa 2012 | Ucrania/ Polonia | Fase de grupos   |

### Participaciones con la selección
| Selección                                                     | Año                    | Copa Mundial | Copa Mundial | Eliminatorias Mundialistas | Eliminatorias Mundialistas | Eurocopas | Eurocopas | Eliminatorias Europeas | Eliminatorias Europeas | Amistosos | Amistosos | Total | Total |
| Selección                                                     | Año                    | Part.        | Goles        | Part.                      | Goles                      | Part.     | Goles     | Part.                  | Goles                  | Part.     | Goles     | Part. | Goles |
| ------------------------------------------------------------- | ---------------------- | ------------ | ------------ | -------------------------- | -------------------------- | --------- | --------- | ---------------------- | ---------------------- | --------- | --------- | ----- | ----- |
| Países Bajos                                                  | 2003                   | -            | -            | 4                          | 2                          | -         | -         | 2                      | 2                      | 1         | 0         | 7     | 4     |
| Países Bajos                                                  | 2004                   | -            | -            | -                          | -                          | 2         | 0         | -                      | -                      | 8         | 1         | 10    | 1     |
| Países Bajos                                                  | 2005                   | -            | -            | 3                          | 0                          | -         | -         | -                      | -                      | -         | -         | 3     | 0     |
| Países Bajos                                                  | 2006                   | 4            | 0            | -                          | -                          | -         | -         | -                      | -                      | 3         | 0         | 7     | 0     |
| Países Bajos                                                  | 2007                   | -            | -            | -                          | -                          | -         | -         | 10                     | 2                      | 4         | 1         | 14    | 3     |
| Países Bajos                                                  | 2008                   | -            | -            | 2                          | 0                          | 3         | 2         | -                      | -                      | 5         | 1         | 10    | 3     |
| Países Bajos                                                  | 2009                   | -            | -            | 3                          | 0                          | -         | -         | -                      | -                      | 4         | 1         | 7     | 1     |
| Países Bajos                                                  | 2010                   | 7            | 5            | -                          | -                          | -         | -         | -                      | -                      | 4         | 2         | 11    | 7     |
| Países Bajos                                                  | 2011                   | -            | -            | -                          | -                          | -         | -         | 8                      | 3                      | 3         | 1         | 11    | 4     |
| Países Bajos                                                  | 2012                   | -            | -            | 2                          | 0                          | 3         | 0         | -                      | -                      | 5         | 1         | 10    | 1     |
| Países Bajos                                                  | 2013                   | -            | -            | 4                          | 1                          | -         | -         | -                      | -                      | 2         | 1         | 6     | 2     |
| Países Bajos                                                  | 2014                   | 6            | 1            | -                          | -                          | -         | -         | 4                      | 0                      | 5         | 1         | 15    | 2     |
| Países Bajos                                                  | 2015                   | -            | -            | -                          | -                          | -         | -         | 6                      | 1                      | 3         | 0         | 9     | 1     |
| Países Bajos                                                  | 2016                   | -            | -            | 3                          | 1                          | -         | -         | -                      | -                      | 3         | 0         | 6     | 1     |
| Países Bajos                                                  | 2017                   | -            | -            | 3                          | 1                          | -         | -         | -                      | -                      | 3         | 0         | 6     | 1     |
| Total con la selección                                        | Total con la selección | 17           | 6            | 24                         | 5                          | 8         | 2         | 30                     | 8                      | 53        | 10        | 132   | 31    |
| Estadísticas hasta el último partido el 31 de agosto de 2017. |                        |              |              |                            |                            |           |           |                        |                        |           |           |       |       |

## Clubes y estadísticas
| Club                                                        | Temporada           | Liga  | Liga  | Liga   | Copas Nacionales * | Copas Nacionales * | Copas Nacionales * | Copas Internacionales ** | Copas Internacionales ** | Copas Internacionales ** | Otros *** | Otros *** | Otros *** | Total | Total | Total  |
| Club                                                        | Temporada           | Part. | Goles | Asist. | Part.              | Goles              | Asist.             | Part.                    | Goles                    | Asist.                   | Part.     | Goles     | Asist.    | Part. | Goles | Asist. |
| ----------------------------------------------------------- | ------------------- | ----- | ----- | ------ | ------------------ | ------------------ | ------------------ | ------------------------ | ------------------------ | ------------------------ | --------- | --------- | --------- | ----- | ----- | ------ |
| Ajax de Ámsterdam · Países Bajos                            | 2002-03             | 17    | 4     | 2      | 3                  | 1                  | 0                  | 3                        | 0                        | 0                        | 0         | 0         | 0         | 23    | 5     | 2      |
| Ajax de Ámsterdam · Países Bajos                            | 2003-04             | 30    | 9     | 11     | 1                  | 0                  | 0                  | 7                        | 1                        | 0                        | -         | -         | -         | 38    | 10    | 11     |
| Ajax de Ámsterdam · Países Bajos                            | 2004-05             | 30    | 7     | 8      | 4                  | 2                  | 0                  | 7                        | 0                        | 3                        | 1         | 1         | 0         | 42    | 10    | 11     |
| Ajax de Ámsterdam · Países Bajos                            | 2005-06             | 19    | 5     | 6      | 3                  | 2                  | 1                  | 7                        | 4                        | 2                        | 2         | 1         | 0         | 31    | 12    | 9      |
| Ajax de Ámsterdam · Países Bajos                            | 2006-07             | 30    | 18    | 9      | 4                  | 1                  | 1                  | 9                        | 1                        | 1                        | 4         | 2         | 1         | 47    | 22    | 12     |
| Ajax de Ámsterdam · Países Bajos                            | Total               | 126   | 43    | 36     | 15                 | 6                  | 2                  | 33                       | 6                        | 6                        | 7         | 4         | 1         | 181   | 59    | 45     |
| Real Madrid · España                                        | 2007-08             | 30    | 9     | 7      | 3                  | 0                  | 1                  | 5                        | 0                        | 1                        | -         | -         | -         | 38    | 9     | 9      |
| Real Madrid · España                                        | 2008-09             | 22    | 2     | 2      | 2                  | 0                  | 0                  | 4                        | 0                        | 0                        | -         | -         | -         | 28    | 2     | 2      |
| Real Madrid · España                                        | Total               | 52    | 11    | 9      | 5                  | 0                  | 1                  | 9                        | 0                        | 1                        | -         | -         | -         | 66    | 11    | 11     |
| Inter de Milán · Italia                                     | 2009-10             | 26    | 4     | 8      | 4                  | 1                  | 1                  | 11                       | 3                        | 6                        | -         | -         | -         | 41    | 8     | 15     |
| Inter de Milán · Italia                                     | 2010-11             | 25    | 4     | 6      | 2                  | 0                  | 2                  | 9                        | 3                        | 2                        | 3         | 0         | 1         | 39    | 7     | 11     |
| Inter de Milán · Italia                                     | 2011-12             | 20    | 4     | 5      | 2                  | 0                  | 0                  | 5                        | 0                        | 1                        | 1         | 1         | 0         | 28    | 5     | 6      |
| Inter de Milán · Italia                                     | 2012-13             | 5     | 1     | 1      | 0                  | 0                  | 0                  | 3                        | 1                        | 2                        | 0         | 0         | 0         | 8     | 2     | 3      |
| Inter de Milán · Italia                                     | Total               | 76    | 13    | 20     | 8                  | 1                  | 3                  | 28                       | 7                        | 11                       | 4         | 1         | 1         | 116   | 22    | 35     |
| Galatasaray SK Turquía                                      | 2012-13             | 12    | 3     | 0      | 0                  | 0                  | 0                  | 4                        | 1                        | 1                        | -         | -         | -         | 16    | 4     | 1      |
| Galatasaray SK Turquía                                      | 2013-14             | 28    | 12    | 7      | 6                  | 3                  | 1                  | 7                        | 2                        | 1                        | 1         | 0         | 0         | 42    | 17    | 9      |
| Galatasaray SK Turquía                                      | 2014-15             | 31    | 10    | 0      | 7                  | 3                  | 3                  | 6                        | 1                        | 1                        | -         | -         | -         | 44    | 14    | 7      |
| Galatasaray SK Turquía                                      | 2015-16             | 25    | 5     | 7      | 7                  | 0                  | 2                  | 8                        | 0                        | 1                        | -         | -         | -         | 40    | 5     | 10     |
| Galatasaray SK Turquía                                      | 2016-17             | 28    | 5     | 15     | 4                  | 0                  | 1                  | -                        | -                        | -                        | 1         | 0         | 1         | 33    | 5     | 17     |
| Galatasaray SK Turquía                                      | Total               | 124   | 35    | 32     | 24                 | 6                  | 7                  | 25                       | 4                        | 4                        | 2         | 0         | 1         | 175   | 45    | 44     |
| Total en su carrera                                         | Total en su carrera | 378   | 102   | 97     | 52                 | 13                 | 13                 | 95                       | 17                       | 22                       | 13        | 5         | 3         | 538   | 137   | 135    |
| Estadísticas actualizadas hasta el 3 de septiembre de 2017. |                     |       |       |        |                    |                    |                    |                          |                          |                          |           |           |           |       |       |        |

- (*) Copa de los Países Bajos, Copa del Rey y Copa de Italia.
- (**) Liga de Campeones de la UEFA y Copa de la UEFA.
- (***) Supercopa de los Países Bajos, Supercopa de Italia, Supercopa de la UEFA, Copa Mundial de Clubes de la FIFA y Play-Offs por la clasificación a la Liga de Campeones de la UEFA.

## Palmarés

### Títulos nacionales
| Título                        | Club           | País         | Año  |
| ----------------------------- | -------------- | ------------ | ---- |
| Eredivisie                    | Ajax Ámsterdam | Países Bajos | 2004 |
| Supercopa de los Países Bajos | Ajax Ámsterdam | Países Bajos | 2005 |
| Copa de los Países Bajos      | Ajax Ámsterdam | Países Bajos | 2006 |
| Supercopa de los Países Bajos | Ajax Ámsterdam | Países Bajos | 2006 |
| Copa de los Países Bajos      | Ajax Ámsterdam | Países Bajos | 2007 |
| Liga de España                | Real Madrid    | España       | 2008 |
| Supercopa de España           | Real Madrid    | España       | 2008 |
| Copa Italia                   | Internazionale | Italia       | 2010 |
| Serie A                       | Internazionale | Italia       | 2010 |
| Supercopa de Italia           | Internazionale | Italia       | 2010 |
| Copa Italia                   | Internazionale | Italia       | 2011 |
| Superliga de Turquía          | Galatasaray    | Turquía      | 2013 |
| Supercopa de Turquía          | Galatasaray    | Turquía      | 2013 |
| Copa de Turquía               | Galatasaray    | Turquía      | 2014 |
| Superliga de Turquía          | Galatasaray    | Turquía      | 2015 |
| Copa de Turquía               | Galatasaray    | Turquía      | 2015 |
| Supercopa de Turquía          | Galatasaray    | Turquía      | 2015 |
| Copa de Turquía               | Galatasaray    | Turquía      | 2016 |
| Supercopa de Turquía          | Galatasaray    | Turquía      | 2016 |

### Títulos internacionales
| Título                            | Club           | Sede   | Año  |
| --------------------------------- | -------------- | ------ | ---- |
| Liga de Campeones de la UEFA      | Inter de Milán | Madrid | 2010 |
| Copa Mundial de Clubes de la FIFA | Inter de Milán | Japón  | 2010 |

### Distinciones individuales
| Distinción                                                    | Año  |
| ------------------------------------------------------------- | ---- |
| Talento del año en Ámsterdam                                  | 2003 |
| Talento del año en los Países Bajos                           | 2004 |
| Talento del año en el Ajax Ámsterdam                          | 2004 |
| Jugador del año del Ajax de Ámsterdam                         | 2007 |
| Miembro del equipo ideal de la Eurocopa 2008                  | 2008 |
| Balón de Plata de la Copa Mundial de Fútbol de 2010           | 2010 |
| Bota de Bronce de la Copa Mundial de Fútbol de 2010           | 2010 |
| Miembro del equipo ideal de la Copa Mundial de Fútbol de 2010 | 2010 |
| Mejor centrocampista de la Liga de Campeones de la UEFA       | 2010 |
| 4.º clasificado en el Balón de Oro 2010.                      | 2010 |
| Incluido en el once ideal en el FIFA Balón de Oro 2010.       | 2010 |

## Vida personal
Tiene dos hermanos que también son futbolistas, ambos - al igual que él - canteranos de la escuela del Ajax y jugadores profesionales. Jeffrey, el mayor de ellos (dos años mayor que él), desarrolló su carrera deportiva en el FC Den Bosch de la Eerste Divisie y el USV Elinkwijk de la Hoofdklasse de los Países Bajos, pero una lesión le ha obligado a retirarse del fútbol. Rodney, seis años menor que Wesley, juega en las divisiones inferiores del propio Ajax, el propio internacional neerlandés le impidió ingresar en las filas de las categorías inferiores del Real Madrid, asegurando que «es aun muy joven y debe seguir creciendo en el equipo juvenil del Ajax».
El 18 de junio de 2005, contrajo matrimonio con Ramona Streekstra y el 4 de septiembre de 2006 nació su primer hijo, Jessey. Tiene tatuado el nombre de su hijo en su antebrazo izquierdo. Su mujer confirmó en diciembre de 2008 que su relación había terminado y que procederían a divorciarse. Ella reside con su hijo en los Países Bajos. En 2009 apareció junto a la actriz y presentadora Yolanthe Cabau van Kasbergen. Antes de disputar la Copa Mundial de 2010, se bautizó, influenciado por su novia, para casarse por la iglesia, y, según él, tras una experiencia vivida con sus compañeros del Inter. Para ello tuvo que seguir un curso de catecismo para adultos. Finalmente se casó después del Mundial y la fiesta posterior duró tres días en el norte de Italia.

## Características
Es un mediocentro organizador polivalente y ambidiestro con buen toque de balón, buen disparo de media distancia y especialista en lanzamientos a balón parado. Ha sido considerado como el "mejor lanzador de faltas de los Países Bajos" por la revista neerlandesa de fútbol Voetbal International.
| Predecesor: Miroslav Klose | 'Goleador de la Copa Mundial de la FIFA Compartido con: Diego Forlán, David Villa y Thomas Müller' 2010 | Sucesor: James Rodríguez |